# Zofia Szymanowska-Lenartowicz
Pour les articles homonymes, voir Szymanowska et Lenartowicz.
 (août 2018).
Si vous disposez d'ouvrages ou d'articles de référence ou si vous connaissez des sites web de qualité traitant du thème abordé ici, merci de compléter l'article en donnant les références utiles à sa vérifiabilité et en les liant à la section « Notes et références ».
Zofia Szymanowska-Lenartowicz, née le 21 décembre 1825 à Otwock et morte le 8 juillet 1870  à Miłosław, est une peintre polonaise.

## Biographie
Zofia Szymanowska est la demi-sœur de Celina Szymanowska; elle étudie la peinture aurprès d'Adolf Ehrhardt, Aleksander Lesser (pl) et Ary Scheffer.
Elle épouse le poète Teofil Lenartowicz mais reste très proche de la famille Mickiewicz. À la mort de Celina Mickiewicz et Adam Mickiewicz, elle retourne en France pour prendre soin de leurs enfants.

## Galerie

Œuvres de Zofia Szymanowska-Lenartowicz
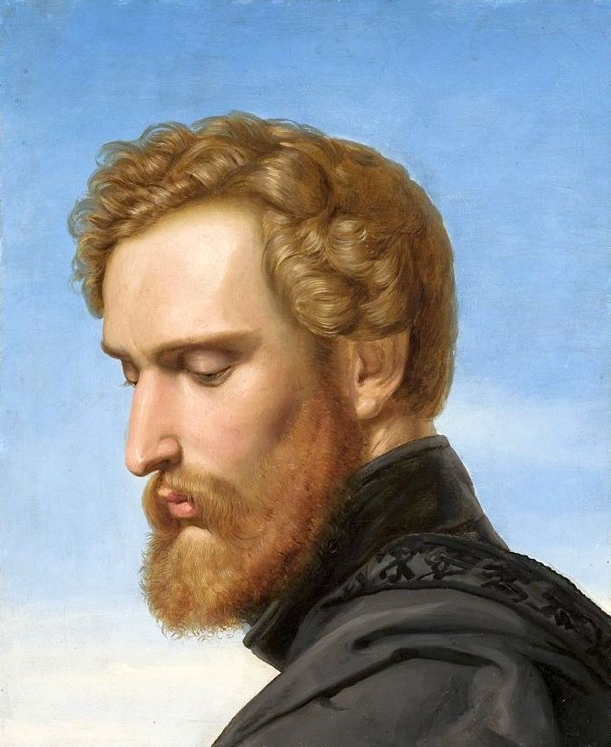
Portrait du peintre Heinrich Heinlein (de), 1849, musée national de Varsovie.
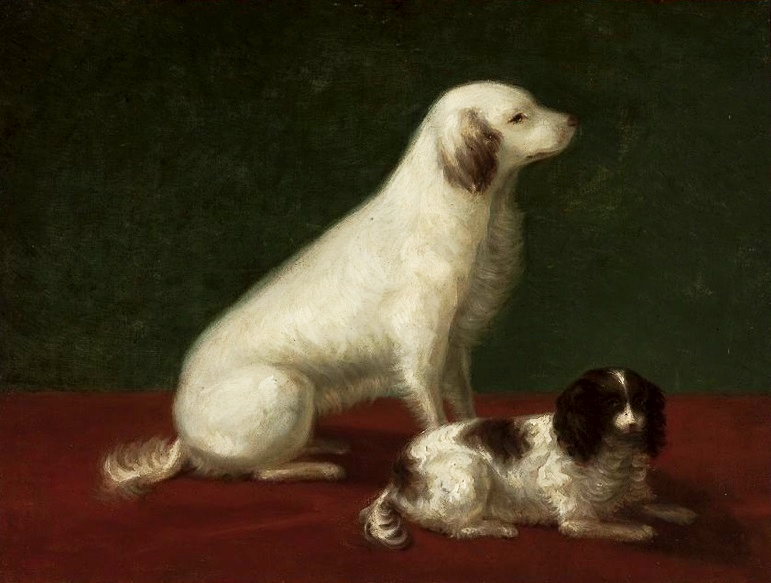
Deux chiens (vers 1850), musée national de Varsovie.
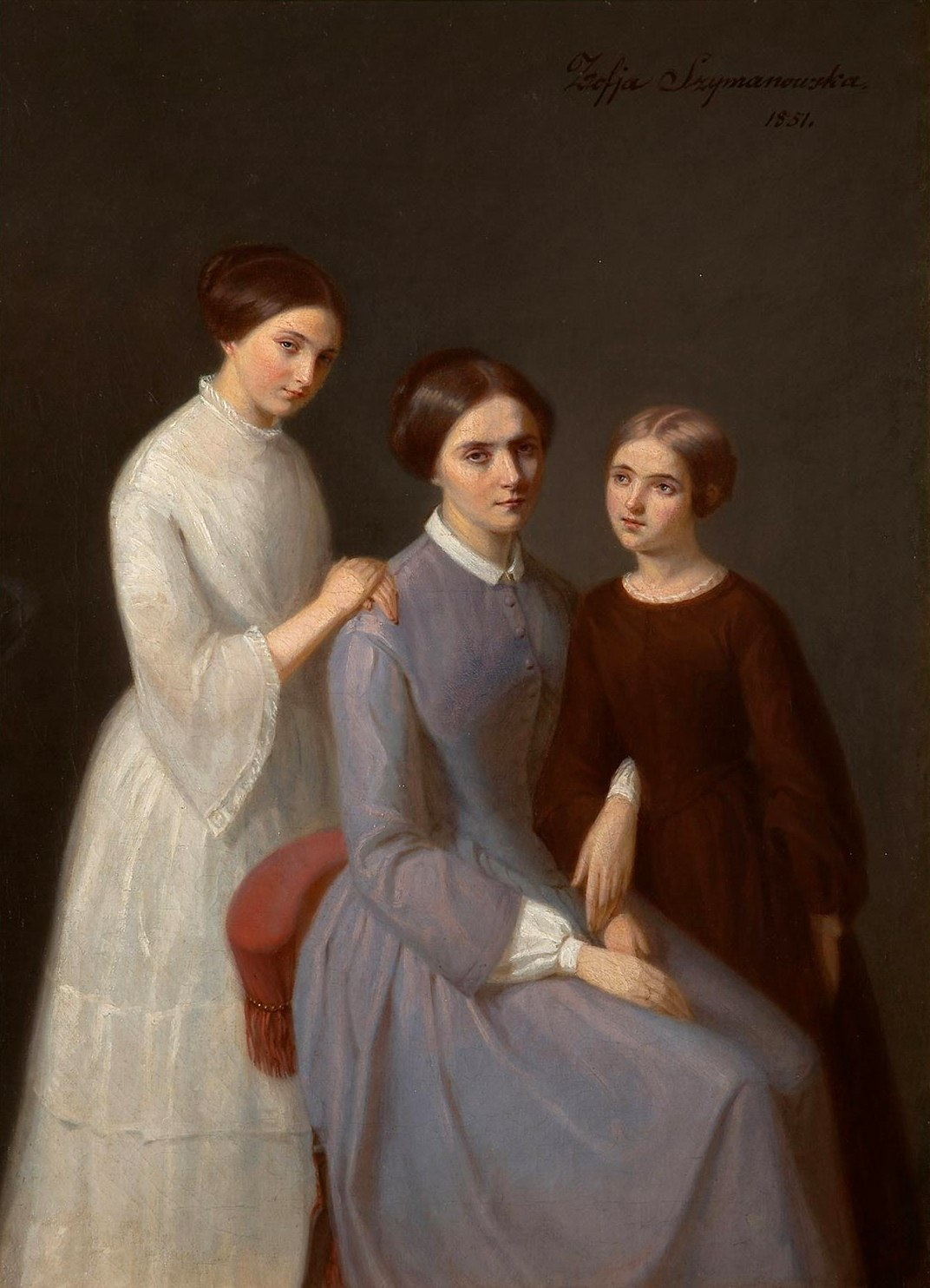
Celina Mickiewicz avec ses filles Maria et Helena (vers 1851)
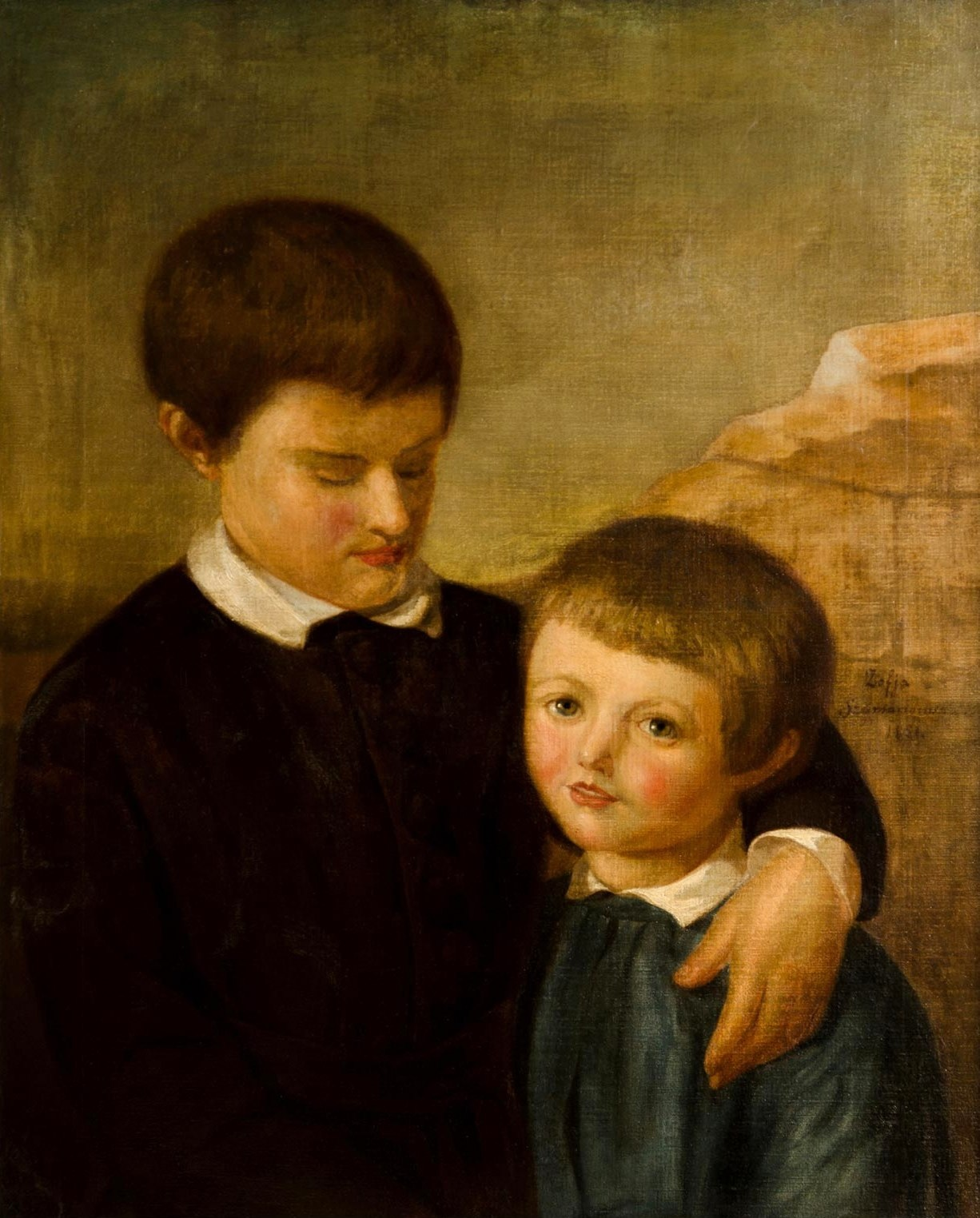
Aleksander et Jan Mickiewicz (vers 1851)